# Amblypodia pycnoptera
Amblypodia pycnoptera är en fjärilsart som beskrevs av Lambertus Johannes Toxopeus 1930. Amblypodia pycnoptera ingår i släktet Amblypodia och familjen juvelvingar. Inga underarter finns listade i Catalogue of Life.